# سیناپتوژنز
سیناپتوژنز (انگلیسی: Synaptogenesis) یا سیناپس‌زایی به معنی تشکیل سیناپس‌ها میان نورون‌ها در سیستم عصبی است. اگرچه در طول عمر یک فرد سالم رخ می‌دهد، اما انفجاری در تشکیل سیناپس در مراحل اولیه رشد مغز رخ می‌دهد که به عنوان سیناپتوژنز پرشور شناخته می‌شود. سیناپتوژنز به ویژه در طول دوره بحرانی یک فرد، که در طی آن به دلیل رقابت برای عوامل رشد عصبی توسط نورون‌ها و سیناپس‌ها، درجه خاصی از هرس سیناپسی وجود دارد، اهمیت دارد. فرآیندهایی که در طول دوره بحرانی خود مورد استفاده قرار نمی‌گیرند یا مهار نمی‌شوند، بعداً در زندگی به طور معمول رشد نمی‌کنند.